# Gare de Villeperdue
Gare de Villeperdue – przystanek kolejowy w Villeperdue, w departamencie Indre i Loara, w Regionie Centralnym, we Francji.
Jest przystankiem kolejowym Société nationale des chemins de fer français (SNCF), obsługiwanym przez pociągi TER Centre i TER Poitou-Charentes kursujących między Tours, Port-de-Piles lub Poitiers.